# Sylvia T. Ceyer
Sylvia Teresse Aida Ceyer (* 18. Dezember 1953 in Chicago)  ist eine US-amerikanische Chemikerin, die sich mit Physikalischer Chemie und Oberflächenchemie befasst.
Ceyer studierte am Hope College mit dem Bachelor-Abschluss in Chemie 1973 und wurde 1979 an der University of California, Berkeley bei Yuan T. Lee und Gabor Somorjai mit dem Thema Molecular beam photoionization and gas-surface scattering promoviert. Als Post-Doktorandin war sie am National Bureau of Standards. 1981 wurde sie Assistant Professor und später Professor für Chemie am Massachusetts Institute of Technology (MIT), an dem sie ab 2010 der Chemie-Fakultät vorstand.
Sie befasst sich mit chemischen Reaktionen auf Oberflächen, speziell dem Unterschied von Reaktionen im Hochvakuum zu denen unter hohem Druck. Sie benutzt dabei Elektronenenergieverlustspektroskopie um Reaktionen an der Oberfläche von denen an im Medium absorbierten Molekülen zu unterscheiden.
Sie ist Fellow der National Academy of Sciences, der American Academy of Arts and Sciences (seit 1992) und der American Physical Society. 1987 erhielt sie den Harold E. Edgerton Award und 2007 die Willard Gibbs Medal. Von 1986 bis 1988 war sie Sloan Research Fellow.